# FC Hegelmann
Maillots
Actualités
Le Futbolo Klubas Hegelmann, plus couramment abrégé en FC Hegelmann, est un club de football lituanien fondé en 2009 et basé dans la ville de Raudondvaris.
L'équipe participe à la A lyga (Division 1).

## Histoire
Le club est fondé en 2009 par la société allemande de transport et de logistique, Hegelmann Transporte, sous l'appellation Hegelmann Litauen (Litauen signifiant Lituanie en allemand).
En 2020, le club termine à la deuxième place de la deuxième division et se voit promu en A lyga.
Le club raccourcit son nom en janvier 2022 pour devenir simplement le FC Hegelmann.

## Bilan sportif

### Palmarès
| Compétitions nationales |
| --- |
| - Championnat de Lituanie - Vice-champion : 2024. - Coupe de Lituanie - Finaliste : 2022 et 2024. - Championnat de Lituanie D3 (1) : - Champion : 2018. |

### Bilan par saison
| Saison | Championnat | Championnat | Championnat | Championnat | Championnat | Championnat | Championnat | Championnat | Championnat | Championnat | Coupe de Lituanie   |
| Saison | Division    | Pos         | Pts         | J           | V           | N           | D           | BP          | BC          | Diff        | Coupe de Lituanie   |
| ------ | ----------- | ----------- | ----------- | ----------- | ----------- | ----------- | ----------- | ----------- | ----------- | ----------- | ------------------- |
| 2013   | 4e Kaunas   | 2e          | 22          | 9           | 7           | 1           | 1           | 40          | 23          | +17         | —                   |
| 2014   | 4e Kaunas   | 1er         | 27          | 12          | 8           | 3           | 1           | 54          | 17          | +34         | —                   |
| 2015   | 3e Sud      | 7e          | 22          | 18          | 7           | 1           | 10          | 59          | 55          | +4          | Huitièmes de finale |
| 2016   | 2e          | 10e         | 42          | 30          | 13          | 3           | 14          | 55          | 56          | -1          | —                   |
| 2017   | 3e Sud      | 6e          | 23          | 18          | 7           | 2           | 9           | 34          | 53          | -19         | Seizièmes de finale |
| 2018   | 3e Sud      | 1er         | 59          | 24          | 19          | 2           | 3           | 83          | 25          | +58         | Seizièmes de finale |
| 2019   | 2e          | 7e          | 44          | 28          | 12          | 8           | 8           | 57          | 42          | +15         | Seizièmes de finale |
| 2020   | 2e          | 2e          | 46          | 20          | 14          | 4           | 2           | 39          | 12          | +27         | Quarts de finale    |
| 2021   | 1re         | 5e          | 53          | 36          | 14          | 11          | 11          | 53          | 38          | +15         | Demi-finales        |
| 2022   | 1re         | 4e          | 61          | 36          | 16          | 13          | 7           | 62          | 32          | +30         | Finale              |
| 2023   | 1re         | 5e          | 59          | 36          | 18          | 5           | 13          | 62          | 43          | +19         | Huitièmes de finale |
| 2024   | 1re         | 2e          | 67          | 36          | 19          | 10          | 7           | 60          | 40          | +20         | Finale              |

Légende
- Vainqueur de la compétition.
- Vice-champion ou finaliste de la compétition.
- Troisième de la compétition.
- Promotion en division supérieure.
- Relégué en division inférieure.

### Bilan européen
Note : dans les résultats ci-dessous, le score du club est toujours donné en premier
| Saison    | Compétition             | Tour           | Club                   | Domicile | Extérieur | Total |
| --------- | ----------------------- | -------------- | ---------------------- | -------- | --------- | ----- |
| 2023-2024 | Ligue Europa Conférence | Premier tour Q | KF Shkupi              | 0 - 5    | 0 - 0     | 0 - 5 |
| 2025-2026 | Ligue Conférence        | Premier tour Q | St. Patrick's Athletic | 0 - 2    | 0 - 1     | 0 - 3 |

Légende
- Victoire ou qualification pour le tour suivant
- Match nul
- Défaite ou élimination de la compétition

## Personnalités du club

### Présidents du club
- Dainius Šumauskas

### Entraîneurs du club
- Andrius Skerla

### Joueurs emblématiques du club
- Ignas Dedura (2019)

### Effectif professionnel actuel
Mise à jour au 2025
|  | Drapeau du Brésil      | G |  |  |  |  |  |  |
|  | Drapeau de la Lituanie | G |  |  |  |  |  |  |
|  |                        |   |  |  |  |  |  |  |
|  | Drapeau de la Lituanie | D |  |  |  |  |  |  |
|  | Drapeau de la Lituanie | D |  |  |  |  |  |  |
|  |                        |   |  |  |  |  |  |  |

|    | Drapeau du Nigeria          | M |                        |  |  |  |  |  |
| 10 | Drapeau de la Roumanie      | M | Patrick Popescu        |  |  |  |  |  |
| 17 | Drapeau de la Côte d'Ivoire | M | Harouna Abdoul Samad   |  |  |  |  |  |
|    |                             |   |                        |  |  |  |  |  |
| 33 | Drapeau du Nigeria          | A | Omokhafe Samson Thomas |  |  |  |  |  |
| 98 | Drapeau de la Lituanie      | A | Klaudijus Upstas       |  |  |  |  |  |

## Identité du club

### Maillots du club
| 2009 | 2010–2018 | 2019 | 2021 |